# Bão lửa

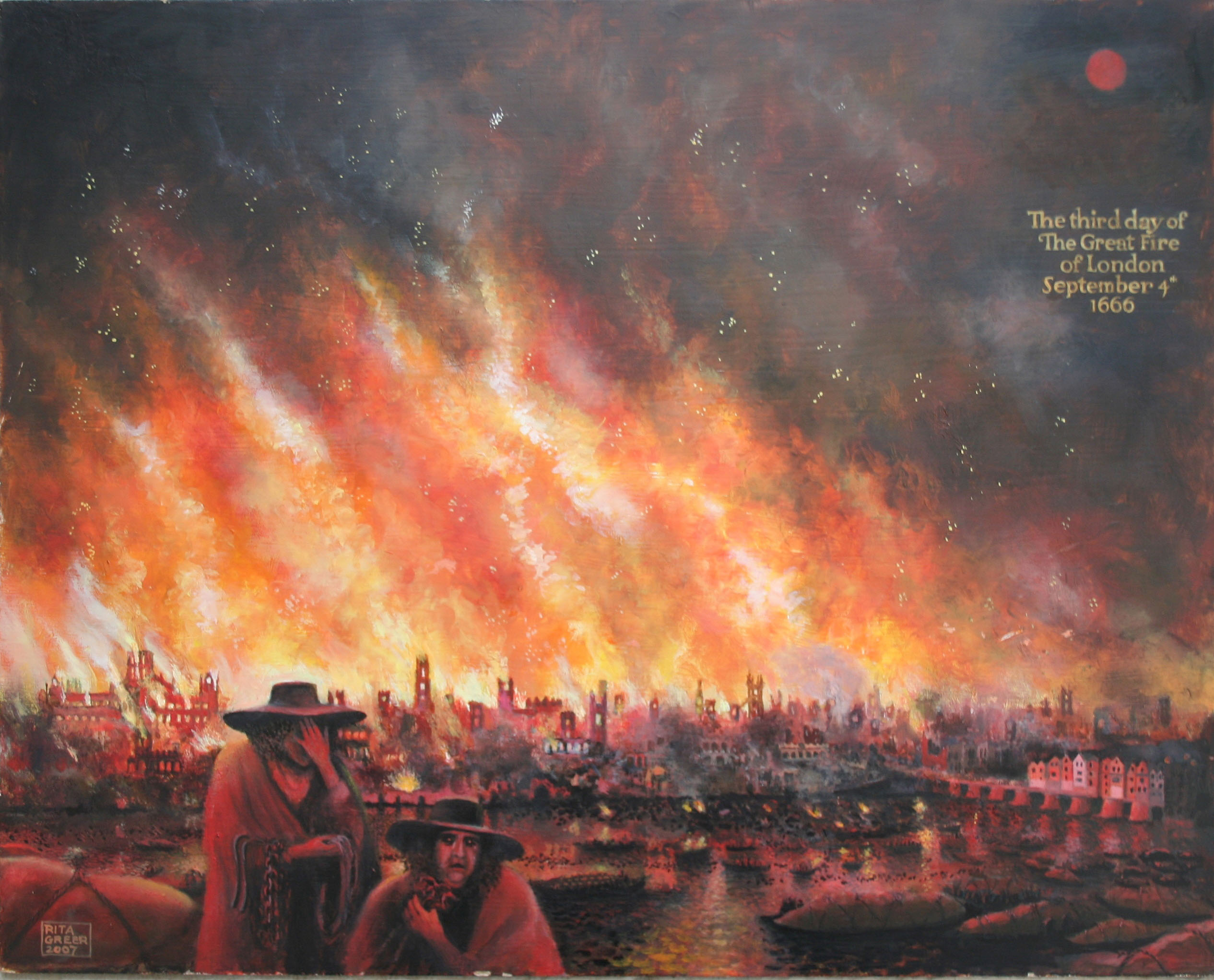
Hình vẽ bão lửa nhấn chìm Luân Đôn năm 1666

Bão lửa là cách gọi những đám cháy dữ dội đã tự tạo cho mình một hệ thống đối lưu và gió riêng khiến nó trở nên cực kỳ lớn và rất khó kiểm soát hay dập tắt. Nó là một hiện tượng tự nhiên thường hay xuất hiện trong các cơn cháy rừng, cháy đồng cỏ, hay từ những vòi rồng lửa lớn. Trong những trận cháy rừng bão lửa giống như một bức tường lửa cực lớn di chuyển rất nhanh khiến cho việc dập tắt nó trở nên rất khó khăn vì với hệ thống gió riêng lửa có thể băng qua cả một đoạn đường trống trải dài như đường sá, vùng cháy đệm hay dòng sông để đốt cháy phía bên kia của các vùng trống trải này. Bão lửa cũng có thể được hình thành sau những trận dội bom hay từ một cơn cháy nhà bình thường trong các thành phố. Đã có rất nhiều thành phố bị bão lửa thiêu rụi dẫn đến việc biến mất trong lịch sử hoặc phải xây dựng lại hoàn toàn.

## Hình thành
Bão lửa hình thành như kết quả của sự đối lưu của không khí, khi vùng khí nóng tại khu vực bị cháy bắt đầu bốc lên phía trên khiến cho các vùng khí xung quanh đổ vào cung cấp không khí mới khiến cho đám cháy trở nên lớn hơn, từ đó vùng khí nóng lại càng mở rộng ra và thu hút thêm nhiều vùng không khí khác từ đó tạo thành một hệ thống gió riêng khiến cho bão lửa hình thành. Các vòi rồng lửa cũng hình thành nhiều trong lúc này nhưng ít người để ý đến nó vì ngọn lửa cực lớn từ bão lửa thu hút sự chú ý nhiều hơn nhưng vòi rồng lửa khi đủ nóng sẽ tự tạo ra hiệu ứng đối lưu khiến cho lõi lửa bên trong nó mở rộng ra khi đó nó sẽ tạo ra một vòi rồng lửa cực lớn gây cháy nhiều hơn khi nó di chuyển và phóng lửa ra khắp nơi, gió xoáy của vòi rồng sẽ cung cấp không khí cho các ngọn lửa ở xung quanh.
Khói dày đặc từ những cơn bão lửa khi bốc lên cao sẽ tạo ra những đám mây khói kích hoạt sét đánh xuống khiến cho đám cháy càng trở nên lớn và nguy hiểm hơn.